# Curepipe
Curepipe vagy La Ville-Lumière (A fény városa) város Mauritiuson. Lakosainak száma 77 466 fő (2011). A város az ország nyugat felföldi régiójában fekszik. 

## Történelme
A város kialakulása 1867-es maláriajárványhoz köthető; a járvány következtében Port Louis lakói a hegyvidék biztonságosabb területeire költöztek. Az 1980-as években gyors fejlődés kezdődött a városban – új üzletek és cégek költöztek a városba, ennek következtében pedig a lakosság is növekedett.

## Népessége
| 2000 | 79 718 |
| 2011 | 77 466 |

## Városrészek
Curepipe különböző városrészekre oszlik.
- Allée Brillant
- Résidence Atlee
- Couvent Lorette
- Curepipe Road
- Eau-Coulée
- Engrais-Cathan
- Engrais-Martial
- Floréal
- Forest-Side
- Malherbes
- Wooton
- Camp Caval
- Cité Joachim
- Cité St-Luc
- Cité Loyseau
- Mangalkhan
- Robinson
- Les Casernes
- Route du Jardin
- La Brasserie
- Camp Pierrot
- Cité Anoska

## Testvérvárosok
Curepipe testvérvárosai:
- Castel Gandolfo, Olaszország

## Galéria

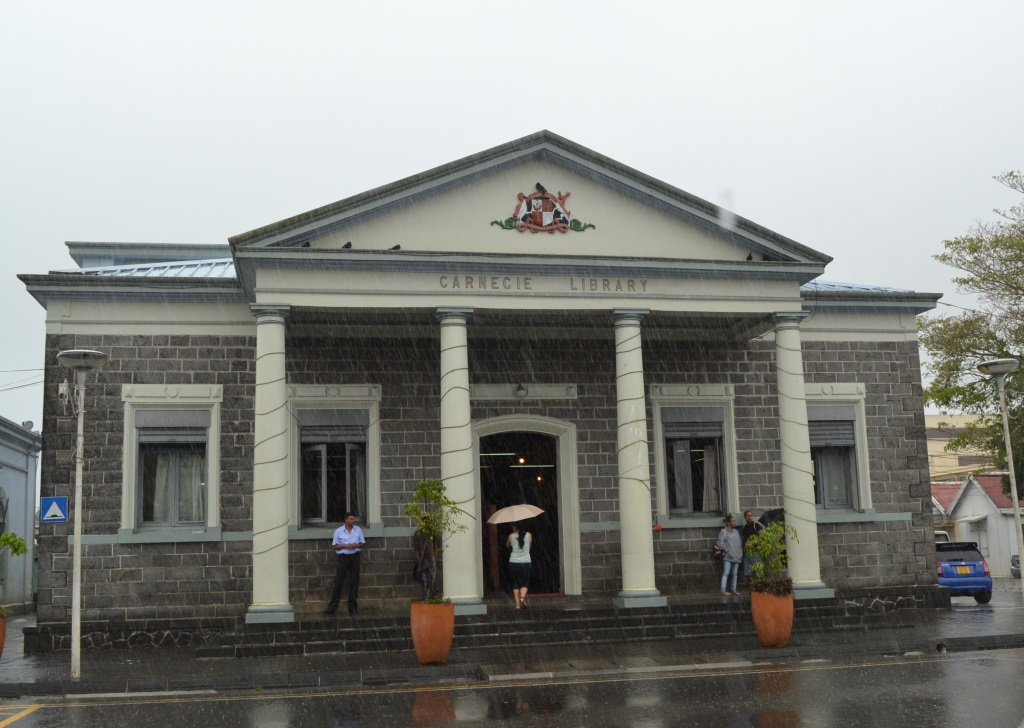
Városi könyvtár
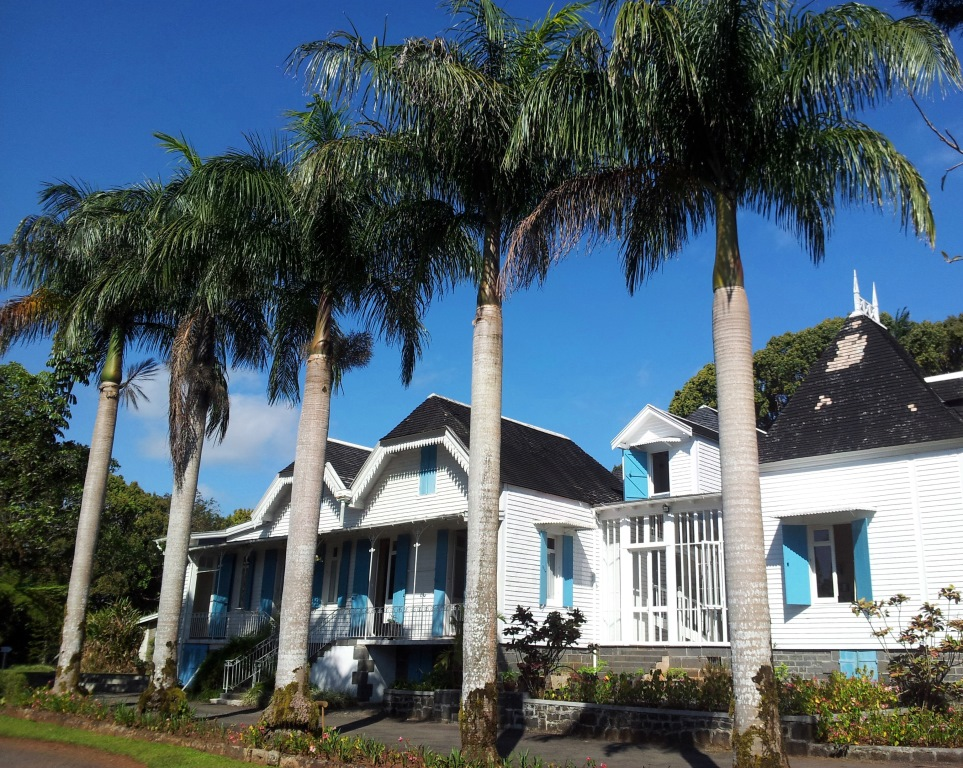
Utcakép
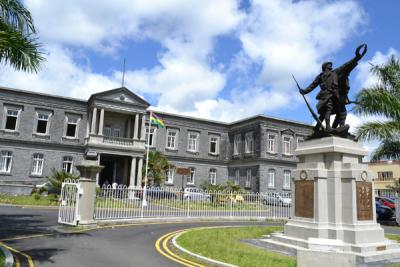
Magas szintű gimnázium a város központjában